# 에너미 마인
에너미 마인(Enemy Mine)은 미국에서 제작된 볼프강 페테르젠 감독의 1985년 액션, 모험, 드라마, SF 영화이다. 데니스 퀘이드 등이 주연으로 출연하였고 스티븐 J. 프리드먼 등이 제작에 참여하였다.

## 출연

### 주연
- 데니스 퀘이드
- 루이스 고셋 주니어

### 조연
- 브라이언 제임스
- 리처드 마커스
- 캐롤린 맥코믹
- 범퍼 로빈슨
- 짐 맵
- 랜스 케윈
- 스콧 크라프트
- 헨리 스톨로우
- 허브 안드레스
- 댄마
- 베리 스토크스
- 콜린 길데르
- 찰스 M. 허버
- 재저 제예스
- 더그 로빈슨
- 케빈 테일러
- 잭 루세노
- 피터 주러식

## 제작진
- 미술: 롤프 제헷보어
- 세트: 롤프 제헷보어
- 의상: 모니카 바우어트
- 배역: 제인 페인버그
- 배역: 마이크 펜튼
- 배역: 트로이 네이버스

## 같이 보기
- 종차별주의